# David Hammond
David Thurwell Hammond (Chicago, 5 gennaio 1881 – Miami, 3 febbraio 1940) è stato un pallanuotista e nuotatore statunitense.

## Carriera
Partecipò alle gare di nuoto e di pallanuoto della III Olimpiade di St. Louis del 1904 e vinse due medaglie d'argento.
Arrivò secondo con il Chicago Athletic Association nella gara della staffetta 4x50 iarde stile libero, battuto solo dal New York Athletic Club. Si piazzò secondo, sempre con il Chicago Athletic Association, nel torneo di pallanuoto, battuti in finale, ancora una volta, dal New York Athletic Club, per 6-0.
Prese parte anche alla gara delle 100 iarde dorso, dove arrivò in finale, senza arrivare tra i primi tre, e a quella delle 100 iarde stile libero, classificandosi quinto in finale.

## Palmarès

### Pallanuoto
- Argento ai Giochi olimpici di Saint Louis 1904

### Nuoto
- Argento ai Giochi olimpici di Saint Louis 1904 nella staffetta 4x50 iarde stile libero